# PolicyKit
PolicyKit es una aplicación de herramientas de desarrollo para el control de todo el sistema de privilegios en sistemas operativos del tipo UNIX. Proporciona la capacidad de que procesos no privilegiado puedan comunicarse con procesos privilegiados. 
En contraste con los sistemas como sudo, no concede permisos de root a todo un proceso, sino que permite un mayor nivel de control centralizado del sistema. Es producido por el proyecto freedesktop.org. 
PolicyKit es utilizado en Ubuntu (desde 8.04), Fedora (desde 8) y OpenSUSE (desde 10.3).